# Suncheon
Suncheon (coreeană: 순천시) este un oraș din Coreea de Sud.